# Organo della chiesa di Sant'Antonio Abate a Milano

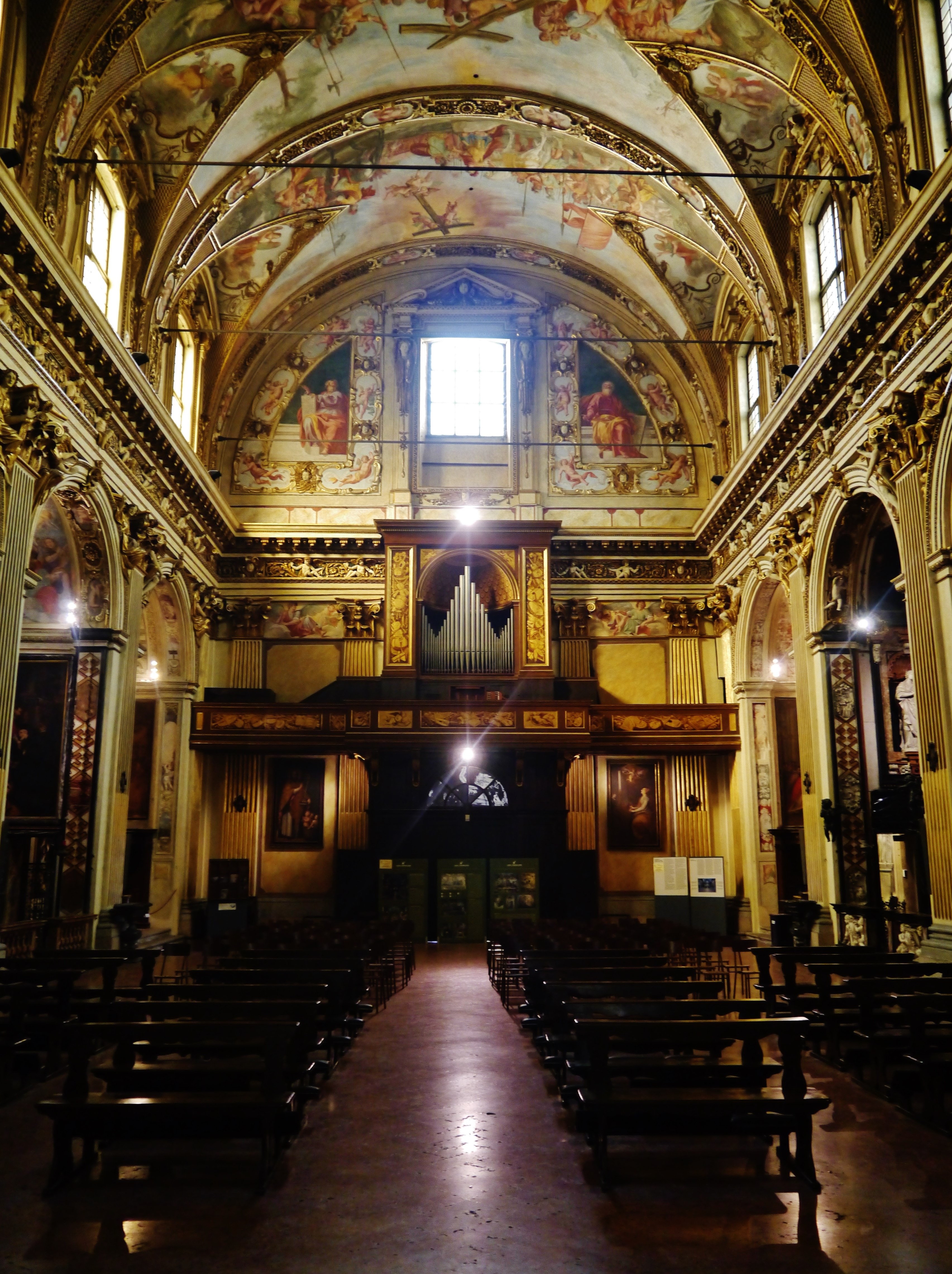
L'organo della chiesa di Sant'Antonio Abate a Milano

L'organo della chiesa di Sant'Antonio Abate a Milano è un pregevole strumento storico, costruito dai Brunelli nel XVIII secolo e successivamente più volte oggetto di modifiche e restauro; Wolfgang Amadeus Mozart lo suonò nel 1773, nell'ambito del suo terzo soggiorno a Milano.

## Storia
L'attuale chiesa di Sant'Antonio Abate, originariamente affidata ai chierici regolari teatini, venne costruita tra il 1582 e il 1584 su progetto di Dionigi Campazzo e, nel corso dei due secoli successivi, fu oggetto di diverse campagne di decorazione interna.
L'organo venne costruito dalla famiglia organaria Brunelli nel XVIII secolo; tra il 1806 e il 1818, Paolo Chiesa operò un primo intervento di restauro dello strumento. Nel 1864, il monzese Livio Tornaghi, ricevette l'incarico di "riformare" lo strumento secondo i canoni musicali dell'epoca, per adattarlo alle nuove esigenze organistiche; il lavoro venne portato a termine nel 1865 e l'organaro contrassegnò l'organo con il numero d'opera 106. Nuovamente, nel 1881 Giuseppe Bernasconi apportò diverse modifiche, sostituendo alcuni registri con nuovi.
Muto dalla metà del XX secolo, in occasione dell'anno mozartiano 2006 (nel 250º anniversario della nascita di Wolfgang Amadeus Mozart), l'organo è stato restaurato a cura della Soprintendenza per i Beni Architettonici e per il Paesaggio di Milano, dalla ditta Inzoli-Bonizzi. Il concerto inaugurale è stato tenuto il 18 ottobre 2006 dall'organista Lorenzo Ghielmi.

## Descrizione

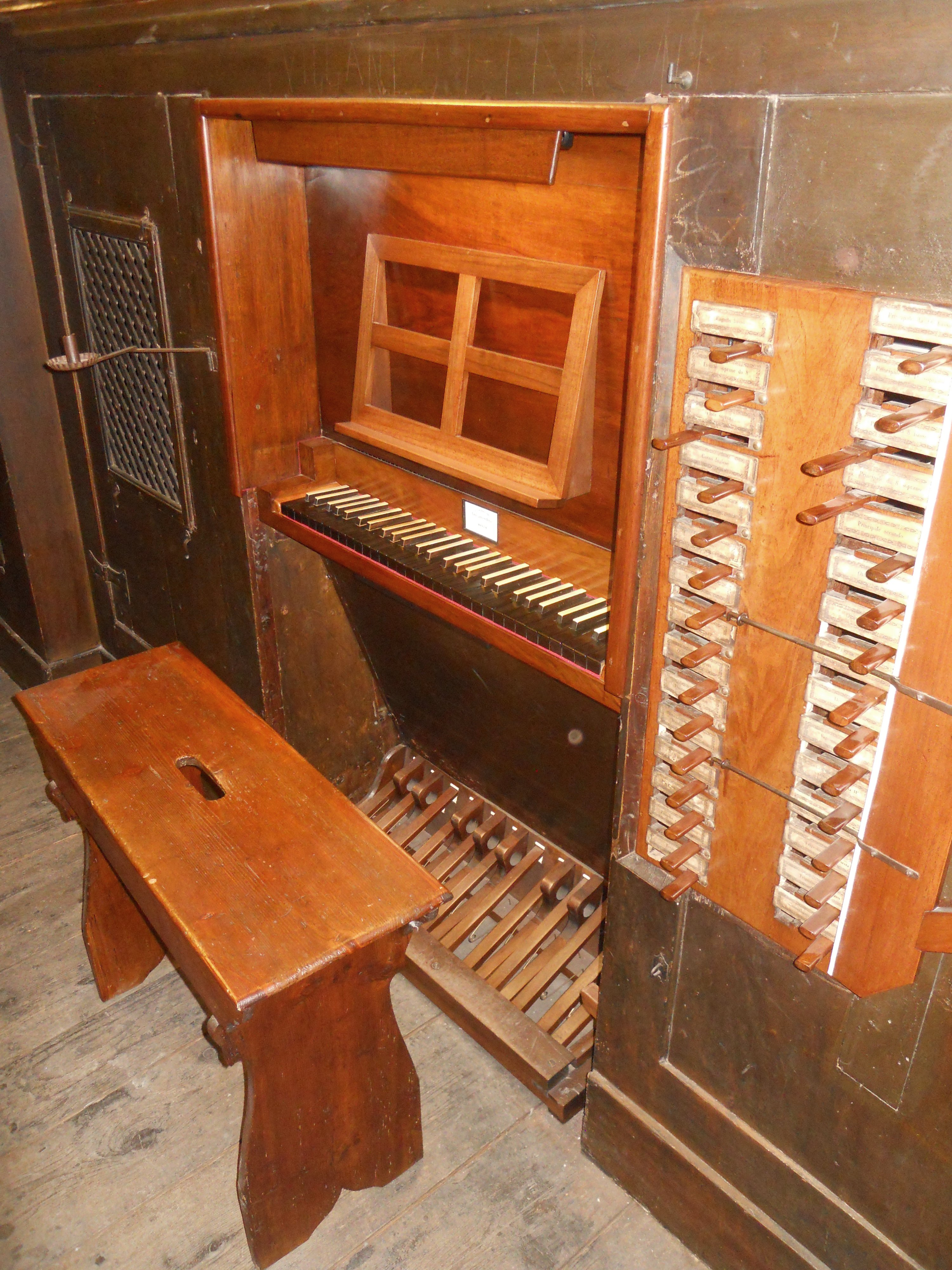
Consolle

L'organo a canne è situato sulla cantoria lignea in controfacciata; il materiale fonico è integralmente racchiuso all'interno di una cassa, anch'essa in legno, risalente al restauro di Paolo Chiesa (1806-1818); essa è decorata con dorature che sottolineano gli elementi architettonici, e dipinti monocromi raffiguranti, sulle due lesene laterali, degli strumenti musicali. Al centro, vi è una grande apertura con sommità ad arco a tutto sesto, all'interno della quale vi è la mostra, composta da 29 canne di registro principale, disposte in cuspide unica con ali laterali, con bocche a mitria allineate orizzontalmente; caratteristico il semicatino con decorazione pittorica a cassettoni posto alle spalle delle canne, tipico degli organi costruiti nella seconda metà del XVIII secolo dagli organari pavesi Amati.
Lo strumento è a trasmissione integralmente meccanica e dispone di 29 registri per un totale di 1109 canne. La consolle è a finestra ed è posta al centro della parete anteriore della cassa, al di sotto della mostra; essa ha un'unica tastiera di 58 note con prima ottava cromatica estesa (Do1-La5, divisione Bassi/Soprani: Si2-Do3), con i tasti diatonici in ebano e quelli cromatici placcati in osso, e pedaliera a leggio di 17 note con prima ottava cromatica estesa (Do1-Mi2, con estensione reale di 12 note, Do1-Si1), costantemente unita al manuale; seguono i due pedali per la Terza mano e il Rollante, mentre alla destra della pedaliera vi sono i due pedaloni del Tirapieno e della Combinazione libera alla lombarda. I registri sono azionati da manette a scorrimento manuale verso sinistra, poste su due colonne alla destra della consolle, secondo il seguente ordine:
| Colonna di sinistra - Concerto |                 |
| Fagotto                        | 8' Bassi        |
| Trombe                         | 8' Soprani      |
| Fluta                          | 8' Soprani      |
| Corno inglese                  | 16' Soprani     |
| Clarone                        | 4' Bassi        |
| Viola                          | 4' Bassi        |
| Duodecima                      | 2.2/3' Bassi    |
| Violino                        | 8' Soprani      |
| Ottavino                       | 2' Soprani      |
| Flauto                         | 8' Soprani      |
| Duodecima                      | 2.2/3' Soprani  |
| Voce umana                     | 8' Soprani      |
| Bombarde                       | 16' (al Pedale) |
| Timpani                        | (al Pedale)     |
| Terza mano                     | Soprani         |

| Colonna di destra - Ripieno |                    |
| Principale                  | 16' Bassi          |
| Principale                  | 16' Soprani        |
| Principale                  | 8' Bassi           |
| Principale                  | 8' Soprani         |
| Principale II               | 8'                 |
| Ottava                      | 4' Bassi           |
| Ottava                      | 4' Soprani         |
| Quintadecima                | 2'                 |
| Decimanona                  | 1.1/3'             |
| Vigesimaseconda             | 1'                 |
| Vigesimaseconda II          | 1'                 |
| Vigesimasesta e nona        | 2/3'-1/2'          |
| Trigesimaterza e sesta      | 1/3'-1/4'          |
| Trigesimasesta              | 1/3' Bassi         |
| Contrabbassi con rinforzo   | 16'+8' (al Pedale) |